# جان روئتلیسبرگر
جان روئتلیسبرگر (به انگلیسی: John Roethlisberger) ژیمناست زادهٔ ۲۱ ژوئن ۱۹۷۰ میلادی اهل ایالات متحده آمریکا است.